# Intel 8085

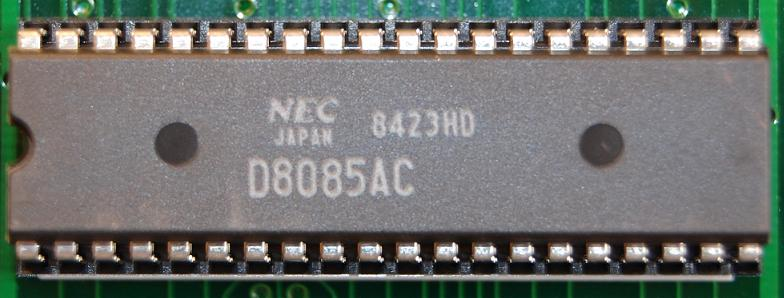
NEC μPD8085AC

Intel 8085（インテル 8085、i8085）は、アメリカの半導体製造会社、インテルによって開発された8ビットのマイクロプロセッサ (CPU) である。Intel 8080（i8080）の改良・高集積版として1976年に発表された。型番の最後の5は、単一電源の5Vに由来する。

## 概要
成功を収めたi8080の使いづらい点を改良したもの。i8080 を用いた典型的な設計では、クロックジェネレータとして i8224、システム制御とバスコントローラとして i8228 というコンパニオンチップが必要で、複数の割り込を扱う場合には割り込みコントローラ i8259 も必要とした。また、電源として +12V、+5V、-5V の3種類の電源を要求した。このためシステムを構成するには複雑な回路を組み、電源も大掛かりとなった。i8085 では、電源を+5Vのみとし、また、クロックジェネレータやバスコントローラと、簡易な割り込みコントローラも内蔵して回路の簡素化を図れる。
同時期にやはり i8080 の上位互換で、より多機能なZ80が存在したため、i8085 が汎用プロセッサとしてパソコンに搭載された例は少ない。また、i8080 に対して拡張した命令については i8085 と Z80 は同じコードに異なる命令が割り当てられている事やフラグの動作の拡張の違いなどにより、i8085とZ-80の間に互換性は無い。
一方で、i8085 向けのコンパニオンチップを組み合わせると、最低3チップでマイコンシステムを構成できることから、マイクロコントローラとして組み込み向けに広く応用された。また、組み込み用途では省電力の要求が強く、Z80に比べて早くからC-MOS版が開発・出荷された。また省電力を活かしてハンドヘルドコンピューターへの採用例がある（例 PC-8200）。

## Intel 8080 からの変更点
| 項目                 | Intel 8080             | Intel 8085             |
| -------------------- | ---------------------- | ---------------------- |
| 動作クロック         | 2.0MHz～               | 3.0MHz～               |
| 割込コントローラ     | なし(外付け)           | 簡易コントローラを内蔵 |
| クロックジェネレータ | 外付け(8224)           | 内蔵                   |
| 電源                 | 3電源(+12V,+5V,-5V)    | 単電源(+5V)            |
| IOポート             | なし                   | 1ビットポートを内蔵    |
| 命令数               | 244                    | 246                    |
| 製造プロセス         | 6.0μm N-MOS            | 3.0μm N-MOS            |
| 集積トランジスタ数   | 4,600(6,000の説もあり) | 6,500                  |

## ソフトウェアの特徴
命令セットはi8080の上位互換であり、内蔵IOポートの読み書きと割り込みの制御を行う命令が2個追加されている。その他に隠し命令が存在する。
Intel 8080 命令セット、Intel 8080 レジスタセットを参照されたい。尚、同一命令でも、実行クロック数が変化しているものも多い。

### 追加命令

#### RIM
以下の機能を持つ
- SID(入力ポート)の読み取り
- 割り込みマスク(RST5.5,RST6.5,RST7.5)の設定読み取り
- 割り込み要求の読み取り
- 割り込み許可/禁止状態の読み取り

#### SIM
以下の機能を持つ
- SOD(出力ポート)への出力値設定
- 割り込みマスク(RST5.5,RST6.5,RST7.5)の設定

## ハードウェアの特徴

### アドレス/データバス
下記のバスを備える。
- 16ビットアドレスバス
- 8ビットデータバス

アドレスバスの下位8ビットと、データバスはマルチプレックスされている。汎用のメモリを接続する為にはアドレスラッチと、バス分離のバッファが必要になる。

### 割り込みコントローラ
i8080にもあった、INTR（インタラプト入力）に加えて、4本の割り込み入力を持つ。
| 割込入力 | ベクタ | 優先度他        |
| -------- | ------ | --------------- |
| RST5.5   | 02CH   | High Priority   |
| RST6.5   | 034H   | Middle Priority |
| RST7.5   | 03CH   | Low Priority    |
| TRAP     | 024H   | Non-Maskable    |

INTRがアサートされるとアクノリッジサイクルが起動され、これに同期して外部から割り込みの要因に応じたベクタ情報を与える必要があり、その処理のために i8259 が使用される。RSTやTRAPでは、各々のピンに対応した番地へ直接分岐するため、複数の割り込み要因の処理に別のチップが必要ない。

## MCS-85
i8085（CPU）、i8155（RAM、IO、TIMER）、i8355（マスクROM、IO）、i8755（EP-ROM、IO）からなり、3チップ（i8085、i8155と、i8355またはi8755）で最小システムを構成できる。アプリケーションが内蔵レジスタ以外のRAMを要求しないならi8085と、i8355またはi8755の、2チップのみでも構成できる。これらのチップは、i8085に信号を合わせてあり、外付けの回路なしでマイコンシステムを構成できる。また、ピン配置も、i8085に隣接配置したときの配線引き回しを考慮してある。

### i8155
- 256バイトRAM
- IOポート
- TIMER

### i8355/i8755
- 2KバイトEP-ROM(i8755)、マスクROM(i8355)
- IOポート

## Simulators
Intel 8085 Simulator for Android.